# Malte Mårtensson

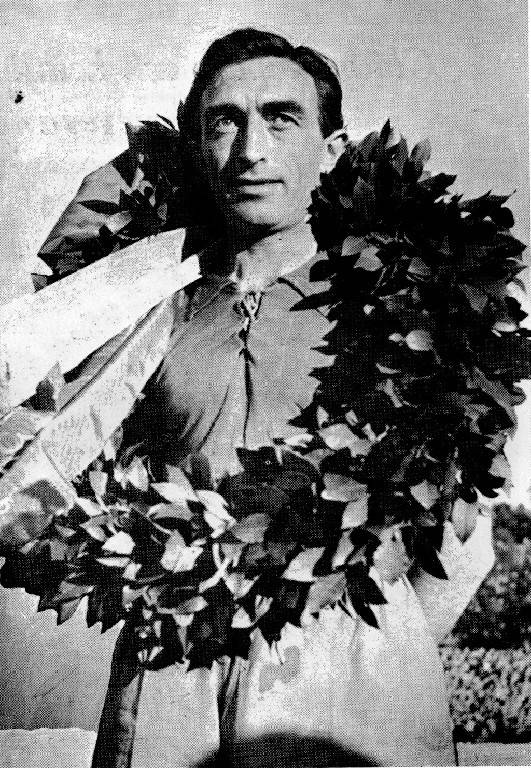
Malte Mårtensson

Malte Mårtensson (* 1916; † 1973) war ein schwedischer Fußballspieler und -trainer.

## Werdegang
Mårtensson begann mit dem Fußballspielen bei HAIS in Helsingborg. 1934 wechselte er zu Helsingborgs IF. Zwar stieg er am Ende der Spielzeit mit dem Klub aus der Allsvenskan in die Division 2 ab, blieb dem Klub aber treu. 1937 gelang die Rückkehr in die Erstklassigkeit und als Leistungsträger konnte er sich für die schwedische Nationalmannschaft empfehlen, in der er am 21. November 1937 bei der 0:5-Niederlage im Qualifikationsspiel zur Weltmeisterschaft 1938 gegen die deutsche Nationalmannschaft debütierte. Obwohl die Qualifikation zum Turnier gelang, wurde er nicht in den endgültigen Kader nominiert.
1941 gewann Mårtensson mit HIF das Double aus Meisterschaft und Pokal. Bis 1947 kam er noch in der Nationalmannschaft zum Einsatz, in 16 Spielen gelangen ihm drei Tore. 1952 beendete er nach fast 20 Jahren und 612 Spielen für seinen Verein seine aktive Laufbahn und wechselte bei seinem Stammverein auf die Trainerbank. Später arbeitete er im Vorstand des Vereins. 1966 musste er, nachdem er nach einem Verkehrsunfall sein Sehvermögen verloren hatte, den Posten aufgeben.